# David Wurawa
David Wurawa (Bulawayo, 1 de enero de 1971) es un actor de cine y televisión zimbabuense.

## Vida y carrera
Nacido en Zimbabue en 1971, cuando aún era un asentamiento británico, y el territorio era conocido como Rodesia. Wurawa estudió interpretación en la Neighborhood Playhouse School of the Theatre de Nueva York, así como en Inglaterra en The Actors Centre y en la London Academy of Media, Film & Television, entre otros. Su carrera como actor comenzó a principios de los noventa en Zimbabue, en el Teatro Nacional de Bulawayo. Llegó a Viena a principios de 2000 y ha actuado principalmente en teatro y ha asumido papeles secundarios en cine y televisión. A pesar de que el inglés es su idioma natal, habla las lenguas ndebele y shona, además de alemán.

## Filmografía
- 1998: Respect
- 2007: USS Constellation – Battling For Freedom (Fernsehspecial)
- 2007: Vodickova Street
- 2009: Alien Ecstasy
- 2009: The Killers (Fernsehspecial)
- 2010: Todespolka
- 2011: Black Brown White
- 2011: Frankfurt Coincidences
- 2011: Wie man leben soll
- 2011: Das Ende einer Maus ist der Anfang einer Katze (Fernsehfilm)
- 2012: New Order
- 2012: Void (Kurzfilm)
- 2012: Braunschlag (Fernsehserie, 8 Folgen)
- 2012: Deine Schönheit ist nichts wert
- 2012: Tom Turbo (Fernsehserie, Folge Die Krone des Affenkönigs)
- 2013: Willkommen im Club (Fernsehfilm)
- 2013: 2020 (Fernsehserie, 8 Folgen)
- 2014: Die Seelen im Feuer (Fernsehfilm)
- 2014: Wienerland (Miniserie, 3 Folgen)
- 2014: Jack Strong
- 2015: Random 11
- 2015: Ausstieg Rechts (Kurzfilm)
- 2015: Einer von uns
- 2016: Lotte Jäger und das tote Mädchen (Fernsehfilm)
- 2016: SOKO Stuttgart (Fernsehserie, Folge Hakuna Matata)
- 2017: Usgrächnet Gähwilers
- 2017: Kebab extra scharf! (Fernsehfilm)
- 2017: Tatort (Fernsehserie, Folge Virus)
- 2017: La Pasada – Die Überfahrt
- 2018: Goliath96
- 2019–2021: Racko – Ein Hund für alle Fälle (Fernsehserie, 13 Folgen)
- 2020: Negative Exposure
- 2021: No Mother (Kurzfilm)
- 2021: Cranberry Juice (Kurzfilm)
- 2022: Barbaren (Fernsehserie, 5 Folgen)
- 2023: Helen Dorn (Fernsehserie, Folge Der kleine Bruder)